# Warhammer 40,000: Inquisitor – Martyr
Warhammer 40,000: Inquisitor — Martyr (с англ. — «Боевой молот 40,000: Инквизитор - Мученик») — компьютерная игра в жанре Action/RPG, разработанная NeocoreGames и BigBen Interactive. Сюжет и механика игры основаны на настольном варгейме Warhammer 40,000. Игра вышла для персональных компьютеров 5 июня 2018 года, 23 августа состоялся релиз для PlayStation 4 и Xbox One.

## Сюжет
В секторе Калигари сегмента Темпестус был принят астропатический сигнал бедствия, основанный на древних протоколах шифрования инквизиции. Присланному для изучения ситуации инквизитору удаётся найти его источник — крепость-монастырь «Мученик», пропавший в варпе во времена Эры Отступничества более пяти тысяч лет назад. Конклав Калигари интересуют тайны «Мученика» и его командира — лорда-инквизитора Утера Тиберия. По итогам высадки инквизитор обнаруживает, что судно уже посетила экспедиция под предводительством инквизитора Клостерхейма и космодесантников тайного ордена Стражей Бури.

## Игровой процесс
Игровой процесс сосредоточен на боях главного героя с противниками, а также использовании системы уровней и различных классов персонажей. В этом плане игра имеет общие черты с серией игр Diablo.
При этом все способности персонажей являются пассивными (влияют на количество очков жизни, защиту, ущерб в бою и т. д.), а активные умения героя зависят только от используемого оружия, брони и амуниции (четыре умения зависят от оружия, пятое — от брони). Использование разнотипного оружия является менее эффективным, чем приверженность одному типу. Также для предметов разработчиками был введён параметр «силы»: рейтинг миссии сравнивается с рейтингом используемого персонажем снаряжения, что влияет на получение/нанесение дополнительного урона.
В игре существуют три основных класса, каждый из которых имеет ещё три подкласса:
- Ассасин Культа Смерти
  - Диверсантка
  - Истребительница
  - Снайпер
- Крестоносец (Адептус Министорум).
  - Крестоносец-тактик
  - Тяжёлый стрелок
  - Штурмовик
- Псайкер
  - Провидец
  - Эмпиреанист
  - Эфирный странник
- Техноадепт-инквизитор

В игре существует система укрытий и разрушаемого окружения, а также возможность подавления (чем дольше противник находится под огнём, тем больше на него начинает действовать негативных параметров)
По ходу игры главному герою придётся сделать выбор между существующими в инквизиции пуританским и радикальным движением. При выборе конкретной стороны он получит определённые бонусы.
В игре доступны одиночный и многопользовательский режимы.
Заявленный разработчиками открытый мир таким является не в полной мере: игровой мир не неразрывен, а игровые уровни и миссии генерируются в однотипном формате на картах небольшого размера. Помимо корабля инквизиции, выполняющего роль базы, существует большая карта сектора, основные и побочные задания в котором игроку и предстоит выполнять. В то же время с помощью специальной колоды гадальных карт Таро Утера можно подобрать себе случайную миссию с заранее установленными условиями и наградами.
Игровой опыт начисляется только за выполнение миссий, но не за убийство противников.

## Разработка
| Системные требования | Системные требования                                                 | Системные требования                                         |
| -------------------- | -------------------------------------------------------------------- | ------------------------------------------------------------ |
|                      | Минимальные                                                          | Рекомендуемые                                                |
| Microsoft Windows    |                                                                      |                                                              |
| ОС                   | Windows 7+ (8 / 8.1 / 10) (64-bit)                                   | Windows 7+ (8 / 8.1 / 10) (64-bit)                           |
| ЦПУ                  | Intel CPU Core i3-2120 (3.3 GHz) / AMD CPU FX-6300 (3.5 GHz) Core i3 | Intel CPU Core i7-2600 (3.4 GHz) / AMD CPU FX-8320 (3.5 GHz) |
| Объём ОЗУ            | 4.0 ГБ                                                               | 8.0 ГБ                                                       |
| Место на диске       | 30 ГБ                                                                | 30 ГБ                                                        |
| Видеокарта           | Nvidia GeForce GTX 760 (2 GB) / AMD Radeon HD 7850 (2 GB)            | Nvidia GeForce GTX 1060 (3 GB) / AMD Radeon RX 480 (4 GB)    |
| Устройства ввода     | клавиатура, компьютерная мышь                                        | клавиатура, компьютерная мышь                                |

Разработчики специально создали целый сектор Калигари, где и разворачиваются события игры.
Игра находилась в раннем доступе Steam с сентября 2017 года.
Запланированный изначально на 11 мая 2018 год релиз игры был перенесён на 5 июня из-за технических проблем игры на одной из консолей. Согласно контракту, разработчики обязывались выпустить игру одновременно на ПК, PlayStation 4 и Xbox One. В итоге игра вышла на ПК июня, а на консолях — августа 2018 года.
В России игра, для полноценного функционирования которой необходимо интернет-подключение, не могла соединиться с серверами из-за массовых блокировок IP-адресов Роскомнадзором. В дальнейшем разработчики смогли частично разрешить эту проблему.
В ноябре 2018 года был выпущен второй сезон, добавивший: внутриигровую фракцию бога Хаоса Кхорна, новый подсектор с четырьмя системами повышенного рейтинга силы, новую историю с двумя дополнительными расследованиями и повышение максимального уровня до 80-го
28 мая 2019 года на ПК (дата выхода на консолях ещё не была известна) вышло отдельное дополнение «Prophecy», вводящее: новый класс героя — техноадепт, новую игровую кампанию, внутриигровые фракции тиранидов, обычных и тёмных эльдар, перебалансировку системы прогресса и лута, новые типы карт, исправление технических неполадок.

## Отзывы
| Сводный рейтинг | Сводный рейтинг |
| Агрегатор       | Оценка          |
| --------------- | --------------- |
| GameRankings    | 65,40 %         |

Агрегатор рецензий Metacritic дал следующую оценку версиям игры для различных игровых платформ: PC — 67 баллов (27 обзоров), PS4 — 64 (16), Xbox One — 71 (11).
Сотрудница российского журнала Игромания Евгения Сафонова оценила игру на 6.5. баллов. Положительными сторонами она посчитала сюжет, игровой мир и разнообразие, к недостаткам были причислены однообразие боёв, система крафта оружия, технические проблемы и ошибки в русскоязычном переводе.
Рецензент 3DNews Алексей Апанасевич дал игре 6 баллов из 10 возможных. Он похвалил разработчиков за хорошо сделанное звуковое оформление, сюжет и игровую атмосферу, но его недовольство вызвали мнимое разнообразие ролевой системы, проблемы с балансом и технические неполадки. По мнению обозревателя, игра уступает как Diablo и созданной разработчиками ранее трилогии The Incredible Adventures of Van Helsing.
Сотрудник Riot Pixels Snor дал игре оценку в 60 %. Он похвалил разработчиков за большое разнообразие оружия и игровых классов, сюжет и создание дополнительного контента, в то же время раскритиковав однообразие миссий и упор на показатель «силы».
От обозревателя сайта Stopgame Степана Пескова игра получила оценку «похвально». Из плюсов были отмечены соответствие канону Warhammer 40,000, тактическая составляющая, дизайн и прокачка персонажей, из минусов — проблемы с производительностью, технические неполадки, а также неориентированный на начинающих игроков интерфейс
Обозреватель украинского интернет-издания itc.ua Олег Данилов оценил игру на 3,5 звезды из 5 возможных. Из плюсов он отметил удачную передачу атмосферы Warhammer 40,000 и попытку разработчиков разнообразить игру, в то же время критике подверглись однообразный игровой процесс, проблемы с оптимизацией и локализацией. Дополнение «Prophecy» получило у этого автора оценку в 4 балла.

## Продажи
Летом 2018 года, благодаря уязвимости в защите Steam Web API, стало известно, что точное количество пользователей сервиса Steam, которые играли в игру хотя бы один раз, составляет 135 595 человек.